# آزوبنزن ردوکتاز
آزوبنزن ردوکتاز (به انگلیسی: Azobenzene reductase) یک آنزیم وابسته به نیکوتین‌آمید آدنین دی‌نوکلئوتید فسفات از گروه اکسیدوردوکتاز است که واکنش شیمیایی زیر را کاتالیز می‌کند:
N,N-dimethyl-1,4-phenylenediamine + aniline + NADP+ {\displaystyle \rightleftharpoons } 4-(dimethylamino)azobenzene + NADPH + H+
در این واکنش آنیلین به آزوبنزن تبدیل میشود.